# 壓抑性去昇華
壓抑性去昇華（英語：repressive desublimation）為德裔美國哲學家兼社會學家赫伯特·馬爾庫塞於其1964年出版的著作《單向度的人》中所提出的概念，意指資本主義發達工業社會中，技術理性的進步是如何消解了高等文化中的對立和超越因素。另而言之，儘管藝術在過去被用於表達「不現實的東西」同「現實的東西」的合理對立，資本主義社會將藝術貶值為商品，並將之整合至社會當中。就如同作者於書中指出：「靈魂的音樂也是推銷商品的音樂。」
馬爾庫塞認為，當膚淺、直接性的滿足取代了深層的、間接性的滿足，壓抑性去昇華成功削弱了人們批判社會的精力，並以自由的表象實現社會控制的目的。

## 起源和影響
在馬爾庫塞提出「壓抑性去昇華」這一概念前，相似的概念可追溯至威廉·賴希和狄奧多·阿多諾的著作中，以及西格蒙德·弗洛伊德提出的昇華的內捲化概念。
馬爾庫塞的論點對1960年代的學生運動影響頗深，在學術界則受到漢娜·阿倫特和諾曼·奧利佛·布朗等學者廣泛討論。十年後，厄內斯特·曼德爾根據馬爾庫塞的觀點，分析晚期現代社會中，人們透過性行為和服用精神藥物所產生逃避的夢境，如何被商業化包裝為休閒娛樂產品。

## 後續發展
壓抑性去昇華理論時常被引用來分析當代的低俗文化（英語：Raunch culture）。
一些後現代理論家雖然同意壓抑性去昇華對社會風氣改變的描寫，但對後現代社會的膚淺化風氣持正面觀點，不像馬爾庫塞對該風氣持批評意見。因此，1990年代期間，以當廣告系統充斥著不同程度圍繞著「性」的商品和當時保守的、後政治的時代精神無縫地結合，一種淺碟化的性感受透過媒體傳播的方便性而無處不在。
斯拉沃熱·齊澤克等人則對馬爾庫塞的理論提出更深入的見解，並分析後現代社會中慾望的短路現象，以及對「性」的心理層面的抹殺。換而言之，無論是無意識的被社會化透過大量的娛樂體驗型式完成，或是以觸犯而非抑制為手段的控制模式，皆為壓抑性去昇華在當今世界中瀰漫的實際案例。

## 批評
有批評者認為，馬爾庫塞對壓抑性去昇華現象的解釋，不過是提出了一種另類的烏托邦主義，這種不同的烏托邦主義只不過不是以追求感官上的享樂為目的。亦有批評者認為馬爾庫塞為奉行菁英主義的現代主義者，指其意圖討好極為封閉的高等文化小圈子。
米歇爾·福柯則針對馬爾庫塞的理論提出了「壓抑性去昇華」的觀點，並指出馬爾庫塞的理論忽略了性革命後出現的各種對立的性理論的多樣性和全面性。

## 延伸閱讀
- Ben Agger, A Critical Theory of Public Life (1991)
- Herbert Marcuse, Eros and Civilization (1954) Chap X
- Jeremy Shapiro, "From Marcuse to Habermas" Continuum VIII (1970), 65-76